# ウェージャーの海戦
ウェージャーの海戦（ウェージャーのかいせん、英語: Wager's Action）はスペイン継承戦争中の1708年6月8日に行われた海戦。チャールズ・ウェージャー率いるイギリス艦隊がスペイン財宝艦隊に攻撃して勝利した。

## 背景

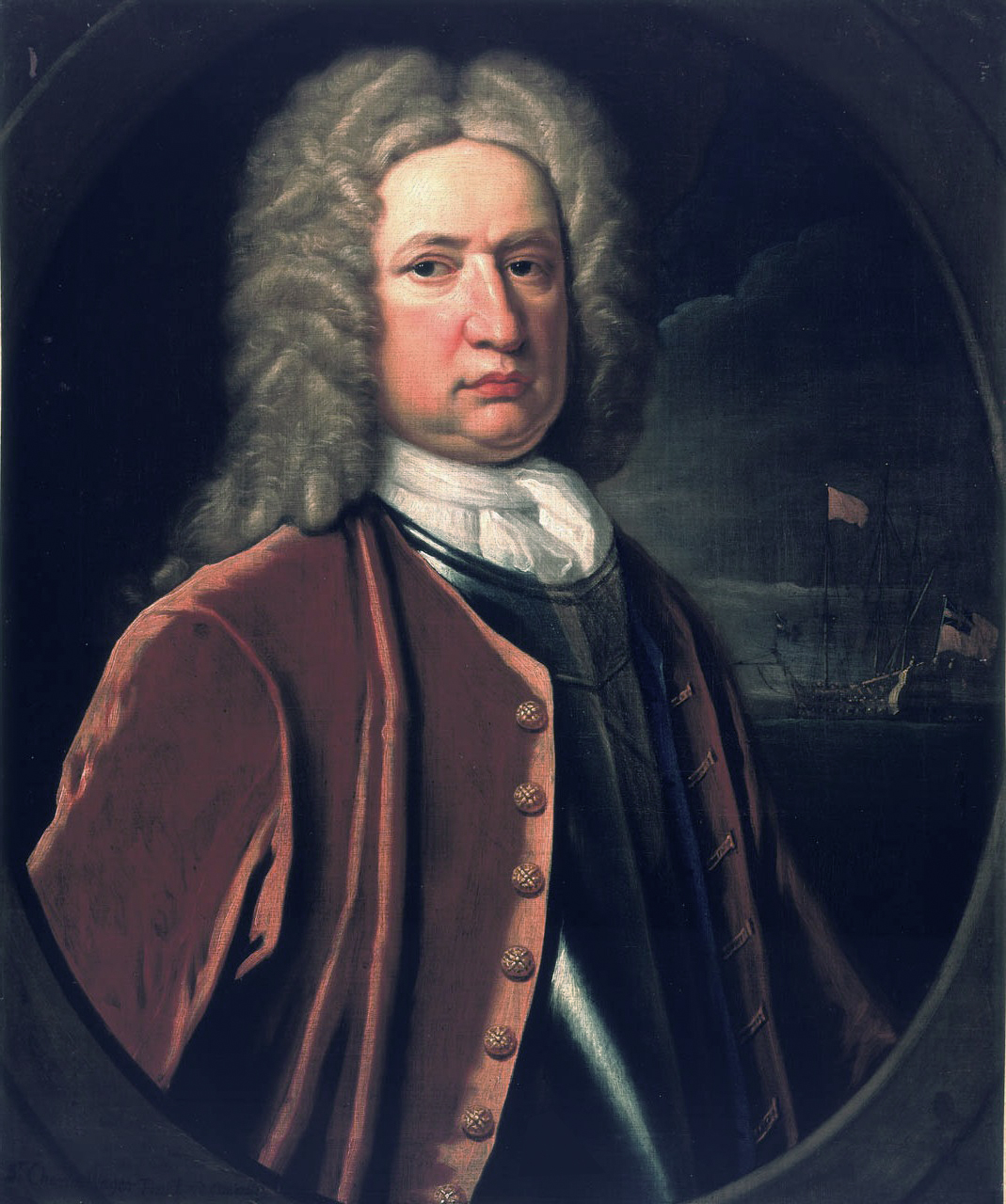
チャールズ・ウェージャーの肖像画、トマス・ギブソン作、1731年。

1708年春、チャールズ・ウェージャーは下記のイギリス艦4隻を率いてカリブ海へ遠征した。
- エクスペディション（英語版）、70門艦、ヘンリー・ロング艦長（Henry Long）
- キングストン（英語版）、60門艦、サイモン（ティモシー）・ブリッジス艦長（Simon (Timothy) Bridges）
- ポートランド（英語版）、50門艦、エドワード・ウィンザー艦長（Edward Windsor）
- ヴァルチャー（Vulture）、8門艦、火船、シーザー・ブルックス艦長（Caesar Brooks）

4月、イギリス艦隊はカルタヘナ・デ・インディアスから約30マイルのロサリオ諸島のペケーニャ・バル島（Pequeña Barú、「小バル」）で補給した。スペイン当局はイギリス艦隊に気づき、カルタヘナ総督はポルトベロのスペイン艦隊に警告を発令した。
財宝艦隊の指揮官ホセ・フェルナンデス・デ・サンティーリャンは時期がハリケーン・シーズンに近く、艦隊の残りとジャン＝バティスト・デュ・カッセ率いる護衛艦隊がハバナで待っている上に合流を待たずに出発すると脅されたためもう待てないとして5月28日にポルトベロからカルタヘナに航行する決定を下した。
スペイン艦隊は商船14隻、軽く武装したハルク船1隻、そして護衛艦3隻で構成されており、護衛艦は下記の通りである。
- サン・ホセ（英語版）、64門艦、サンティーリャン艦長
- サン・ホアキン（San Joaquín）、64門艦、ビリャヌエバ艦長（Villanueva）
- サンタ・クルス（Santa Cruz）、44門艦、デ・ラ・ローサ艦長（de la Rosa）

## 戦闘
スペイン艦隊は6月7日の夜にバル島に到着して錨を下ろした。翌日には風もあまり吹かず、午後3時頃にウェージャーの艦隊が接近してきた。スペイン艦隊は守備の陣形をとったが、イギリス艦隊は最も大型な船が財宝を最も多く積んでいることを知っていたため、最も大型な船へ攻撃を集中させた。
午後5時頃、キングストンはサン・ホアキンを攻撃したが、2時間の戦闘ののちサン・ホアキンはコンセプション（Concepción）の助力を借りて夜に紛れて逃走した。
エクスペディションはサン・ホセを攻撃、さらに接近して移乗攻撃をしようとした。1時間半の激しい戦闘を経て午後7時ごろ、両艦の距離がわずか60メートルだったところ、サン・ホセが突如爆発して、財宝と船員もろとも沈没した。その乗員600人のうち、生還したのは11人だけだった。
夜はすでに訪れていたが、満月だったためウェージャーは午前2時にサンタ・クルスを捕捉することに成功した。サンタ・クルスは短期間の戦闘を経て拿捕されたが、サンタ・クルスには財宝は載せておらず、レアル・デ・オチョを載せた箱18個と銀のインゴット14個だけであり、いずれも公的なものではなく私有財産のようだった。
黎明にはサン・ホアキンが発見され、ウェージャーはキングストンとポートランドに追撃を命じた。しかし、数回の一斉射撃の後、サン・ホアキンがカルタヘナ港への逃走に成功、イギリス艦隊はカルタヘナ港の砲台からの攻撃を冒してまで追撃しなかった。
残りの艦隊のうち、コンセプションがイギリス艦隊に追い詰められてバル島に座礁した以外はカルタヘナに無事到着した。

## 結果
イギリス艦隊はスペイン船3隻を破壊、スペイン艦隊が金と銀をヨーロッパに運んでフランスとスペインに軍資金を与えることを防いだ。チャールズ・ウェージャーは金持ちになったが、もしサン・ホアキンを拿捕できた場合にはさらに大金を手に入れられたため彼は失望した。この失敗によりブリッジスとウィンザー両艦長は軍法会議にかけられた。

## その後
サン・ホセはそのまま財宝とともに海に沈み、2015年に発見されたが打ち上げられたことはなかった。サン・ホセに載せられた財宝は逃走に成功したサン・ホアキンと同程度の700万スペイン・ペソと言われ、サン・ホセも「難破船の聖杯」と呼ばれた。
「シー・サーチ・アルマダ」（Sea Search Armada (SSA)）という名前で操業していた、グロッカ・モラ・カンパニー（Glocca Mora Co.）というアメリカ会社の投資者は1981年にコロンビア沖でサン・ホセを発見したと主張、コロンビア政府に財宝の65パーセントを譲る代わりにサルベージの操業権を求めたが、コロンビア政府に拒否された。その後、コロンビア議会は財宝が国有であるとし、SSAには発見者として5パーセントを与えるが、そこから45パーセントの税金をかけるとした。SSAは1989年にコロンビアの裁判所でコロンビアを訴え、コロンビア最高裁判所は2007年7月に財宝がコロンビア政府と発見者の間で等分されるとの判決を出した。SSAはアメリカの裁判所でも訴えたが、2011年と2015年の訴えは技術的な問題により却下され、最終的にはアメリカの裁判所がサン・ホセの所有者はコロンビア政府であるとの判決を下した。コロンビア政府はサン・ホセがSSAの主張した位置にあるかを確認していない。
2015年12月5日、コロンビア大統領フアン・マヌエル・サントスはコロンビア海軍が11月27日にサン・ホセを発見したと公表した。コロンビア海軍はREMUSという自律型無人潜水機を使用してサン・ホセを発見した。難破船の正体もすぐに判明、コロンビアの海洋考古学者は難破船の写真から船体にある銅製の大砲にイルカが刻まれているのを見つけ、難破船がサン・ホセであると同定した。コロンビアはサン・ホセを海底にある世襲財産であると主張、サン・ホセの位置を国家機密と定めた。